# Pazza (singolo)
Pazza è un singolo della cantante italiana Loredana Bertè, pubblicato il 7 febbraio 2024 e inserito come inedito nella raccolta Ribelle.
Il brano è stato presentato in gara durante la 74ª edizione del Festival di Sanremo, dove si è classificato al settimo posto al termine della kermesse musicale; con la stessa canzone, Bertè ha poi partecipato alla 3ª edizione di Una voce per San Marino, dove si è classificata al secondo posto finale.

## Descrizione
Scritto da Loredana Bertè, Andrea Pugliese, Andrea Bonomo e Luca Chiaravalli, e prodotto da Bonomo e Chiaravalli, il brano è stato presentato il 6 febbraio 2024 durante la prima serata del 74º Festival di Sanremo 2024, segnando la dodicesima partecipazione in gara dell'artista alla kermesse canora: la canzone si è classificata al 7º posto al termine della manifestazione, aggiudicandosi il Premio della Critica "Mia Martini".
Successivamente, il 24 dello stesso mese il brano viene selezionato per la serata finale della 3ª edizione di Una voce per San Marino, festival canoro volto alla selezione del rappresentante sammarinese all'Eurovision Song Contest: qui la canzone si è classificata al 2º posto, dietro soltanto al gruppo musicale spagnolo Megara, aggiudicandosi nuovamente il Premio della Critica.

Dichiaratamente autobiografico, il significato del brano è stato descritto da Bertè così:

## Video musicale
Il video musicale, diretto da Matteo Colombo, è stato pubblicato sul canale YouTube dell'artista in concomitanza con il lancio del singolo.

## Tracce
Testi e musiche di Loredana Bertè, Andrea Bonomo, Luca Chiaravalli e Andrea Pugliese.
1. Pazza – 2:48

## Classifiche

### Classifiche settimanali
| Classifica (2024) | Posizione massima |
| ----------------- | ----------------- |
| Italia            | 8                 |
| Svizzera          | 66                |

### Classifiche di fine anno
| Classifica (2024) | Posizione |
| ----------------- | --------- |
| Italia            | 56        |

## Riconoscimenti
- Festival di Sanremo
  - 2024 – Premio della Critica  "Mia Martini"[9][10]

- Una voce per San Marino
  - 2024 – Premio della Critica[8]
  - 2024 – Premio OGAE Italy al brano più Eurovisivo[8]